# Pius Moon Chang-woo
Pius Moon Chang-woo (ur. 15 marca 1963 w Czedżu) – koreański duchowny katolicki, biskup koadiutor Czedżu w latach 2017–2020, biskup diecezjalny Czedżu od 2020.

## Życiorys

### Prezbiterat
Święcenia kapłańskie otrzymał 10 lutego 1996 i został inkardynowany do diecezji Czedżu. Po kilkuletnim stażu duszpasterskim został wysłany do diecezjalnej kurii, gdzie kierował m.in. wydziałami ds. młodzieży i edukacji oraz katechetycznym. W latach 2006–2016 pracował na uniwersytecie w Gwangju, a w kolejnych latach kierował żeńską szkołą średnią w Czedżu.

### Episkopat
28 czerwca 2017 papież Franciszek mianował go biskupem koadiutorem diecezji Czedżu. Sakry udzielił mu 15 sierpnia 2017 biskup Peter Kang U-il. 22 listopada 2020 po przyjęciu przez papieża rezygnacji biskupa Petera Kang U-ila objął stanowisko biskupa diecezjalnego Czedżu.